# Parc d'État du lac Fausse Pointe
Le parc d'État du lac Fausse Pointe (anglais : Lake Fausse Pointe State Park) est un parc d'État situé dans l’état américain de la Louisiane, dans la paroisse de Saint-Martin. Le parc doit son nom au lac Fausse Pointe (Lake fausse Pointe) qui pénètre en partie dans le parc. Il a été créé en 1987.

## Géographie
Le parc d'État du lac Fausse Pointe se trouve approximativement à 30 km au sud-est de Saint-Martinville et à une quinzaine de kilomètres de la localité amérindienne de Charenton. Il longe le lac Dauterive (Dauterive Lake) et cerne en partie le lac Fausse Pointe. Le parc est adjacent au bassin d'Atchafalaya.

## Histoire
Le parc d'État du lac Fausse Pointe recouvre une partie du territoire ancestral des Amérindiens de la Nation des Chitimachas.

## Faune et flore
Parmi les nombreuses espèces qui vivent dans ce parc, on croise le cerf de Virginie, le raton laveur, l'ours noir, le lynx roux, l'alligator et une espèce de serpent dénommé le mocassin d'eau.
La végétation est variée tout en étant dominé par le cyprès de Louisiane.
Le parc d'État du lac Fausse Pointe a été fortement endommagé par l'Ouragan Katrina. Il est ouvert au public pour des randonnées. Des campings ont été aménagés pour les visiteurs.